# Parapenaeus politus
Parapenaeus politus is een tienpotigensoort uit de familie van de Penaeidae. De wetenschappelijke naam van de soort is voor het eerst geldig gepubliceerd in 1881 door Smith.